# Premios ATP Tour
Esta es una lista de todos los premios otorgados por el Circuito de la ATP a los jugadores (y otros) de especial distinción durante una temporada determinada.

## Jugador del Año
| Año  | Nacionalidad        | Jugador           |
| ---- | ------------------- | ----------------- |
| 1975 | Estados Unidos      | Arthur Ashe       |
| 1976 | Suecia              | Björn Borg        |
| 1977 | Suecia              | Björn Borg (2)    |
| 1978 | Suecia              | Björn Borg (3)    |
| 1979 | Suecia              | Björn Borg (4)    |
| 1980 | Suecia              | Björn Borg (5)    |
| 1981 | Estados Unidos      | John McEnroe      |
| 1982 | Estados Unidos      | Jimmy Connors     |
| 1983 | Estados Unidos      | John McEnroe (2)  |
| 1984 | Estados Unidos      | John McEnroe (3)  |
| 1985 | Checoslovaquia      | Ivan Lendl        |
| 1986 | Checoslovaquia      | Ivan Lendl (2)    |
| 1987 | Checoslovaquia      | Ivan Lendl (3)    |
| 1988 | Suecia              | Mats Wilander     |
| 1989 | Alemania Occidental | Boris Becker      |
| 1990 | Suecia              | Stefan Edberg     |
| 1991 | Suecia              | Stefan Edberg (2) |
| 1992 | Estados Unidos      | Jim Courier       |
| 1993 | Estados Unidos      | Pete Sampras      |
| 1994 | Estados Unidos      | Pete Sampras (2)  |
| 1995 | Estados Unidos      | Pete Sampras (3)  |
| 1996 | Estados Unidos      | Pete Sampras (4)  |
| 1997 | Estados Unidos      | Pete Sampras (5)  |
| 1998 | Estados Unidos      | Pete Sampras (6)  |
| 1999 | Estados Unidos      | Andre Agassi      |

| Año  | Nacionalidad   | Jugador            |
| ---- | -------------- | ------------------ |
| 2000 | Brasil         | Gustavo Kuerten    |
| 2001 | Australia      | Lleyton Hewitt     |
| 2002 | Australia      | Lleyton Hewitt (2) |
| 2003 | Estados Unidos | Andy Roddick       |
| 2004 | Suiza          | Roger Federer      |
| 2005 | Suiza          | Roger Federer (2)  |
| 2006 | Suiza          | Roger Federer (3)  |
| 2007 | Suiza          | Roger Federer (4)  |
| 2008 | España         | Rafael Nadal       |
| 2009 | Suiza          | Roger Federer (5)  |
| 2010 | España         | Rafael Nadal (2)   |
| 2011 | Serbia         | Novak Djokovic     |
| 2012 | Serbia         | Novak Djokovic (2) |
| 2013 | España         | Rafael Nadal (3)   |
| 2014 | Serbia         | Novak Djokovic (3) |
| 2015 | Serbia         | Novak Djokovic (4) |
| 2016 | Reino Unido    | Andy Murray        |
| 2017 | España         | Rafael Nadal (4)   |
| 2018 | Serbia         | Novak Djokovic (5) |
| 2019 | España         | Rafael Nadal (5)   |
| 2020 | Serbia         | Novak Djokovic (6) |
| 2021 | Serbia         | Novak Djokovic (7) |
| 2022 | España         | Carlos Alcaraz     |
| 2023 | Serbia         | Novak Djokovic (8) |
| 2024 | Italia         | Jannik Sinner      |

## Dobles Equipo del Año
| Año  | Jugadores                                             |
| ---- | ----------------------------------------------------- |
| 1987 | Stefan Edberg Anders Järryd                           |
| 1988 | Rick Leach Jim Pugh                                   |
| 1989 | Rick Leach (2) Jim Pugh (2)                           |
| 1990 | Pieter Aldrich Danie Visser                           |
| 1991 | John Fitzgerald Anders Järryd (2)                     |
| 1992 | Todd Woodbridge Mark Woodforde                        |
| 1993 | Grant Connell Patrick Galbraith                       |
| 1994 | Jacco Eltingh Paul Haarhuis                           |
| 1995 | Todd Woodbridge (2) Mark Woodforde (2)                |
| 1996 | Todd Woodbridge (3) Mark Woodforde (3)                |
| 1997 | Todd Woodbridge (4) Mark Woodforde (4)                |
| 1998 | Jacco Eltingh (2) Paul Haarhuis (2)                   |
| 1999 | Leander Paes Mahesh Bhupathi                          |
| 2000 | Todd Woodbridge (5) Mark Woodforde (5) (team article) |
| 2001 | Jonas Björkman Todd Woodbridge (6)                    |
| 2002 | Mark Knowles Daniel Nestor                            |
| 2003 | Bob Bryan Mike Bryan                                  |
| 2004 | Mark Knowles (2) Daniel Nestor (2)                    |
| 2005 | Bob Bryan (2) Mike Bryan (2)                          |
| 2006 | Bob Bryan (3) Mike Bryan (3)                          |
| 2007 | Bob Bryan (4) Mike Bryan (4)                          |
| 2008 | Nenad Zimonjić Daniel Nestor (3)                      |
| 2009 | Bob Bryan (5) Mike Bryan (5)                          |
| 2010 | Bob Bryan (6) Mike Bryan (6)                          |
| 2011 | Bob Bryan (7) Mike Bryan (7)                          |
| 2012 | Bob Bryan (8) Mike Bryan (8)                          |
| 2013 | Bob Bryan (9) Mike Bryan (9)                          |
| 2014 | Bob Bryan (10) Mike Bryan (10) (team article)         |
| 2015 | Jean-Julien Rojer Horia Tecau                         |
| 2016 | Jamie Murray Bruno Soares                             |
| 2017 | Łukasz Kubot Marcelo Melo                             |
| 2018 | Oliver Marach Mate Pavić                              |
| 2019 | Juan Sebastián Cabal Robert Farah                     |
| 2020 | Mate Pavić (2) Bruno Soares (2)                       |
| 2021 | Nikola Mektić Mate Pavić (3)                          |
| 2022 | Wesley Koolhof Neal Skupski                           |
| 2023 | Ivan Dodig Austin Krajicek                            |
| 2024 | Marcelo Arévalo Mate Pavić (4)                        |

## Entrenador del año
El premio al entrenador del año es nominado y votado por otros entrenadores de la ATP. El premio es para el entrenador de la ATP que ayudó a guiar a sus jugadores a un mayor nivel de rendimiento durante el año.
|      | \| Año \| Entrenador \| Jugador al que entrena \| \| ---- \| ----------------------------- \| ---------------------- \| \| 2016 \| Magnus Norman \| Stan Wawrinka \| \| 2017 \| Neville Godwin \| Kevin Anderson \| \| 2018 \| Marián Vajda \| Novak Djokovic \| \| 2019 \| Gilles Cervara \| Daniil Medvédev \| \| 2020 \| Fernando Vicente \| Andrey Rublev \| \| 2021 \| Facundo Lugones \| Cameron Norrie \| \| 2022 \| Juan Carlos Ferrero \| Carlos Alcaraz \| \| 2023 \| Darren Cahill Simone Vagnozzi \| Jannik Sinner \| \| 2024 \| Michael Russell \| Taylor Fritz \| |                        |
| Año  | Entrenador | Jugador al que entrena |
| 2016 | Magnus Norman | Stan Wawrinka          |
| 2017 | Neville Godwin | Kevin Anderson         |
| 2018 | Marián Vajda | Novak Djokovic         |
| 2019 | Gilles Cervara | Daniil Medvédev        |
| 2020 | Fernando Vicente | Andrey Rublev          |
| 2021 | Facundo Lugones | Cameron Norrie         |
| 2022 | Juan Carlos Ferrero | Carlos Alcaraz         |
| 2023 | Darren Cahill Simone Vagnozzi | Jannik Sinner          |
| 2024 | Michael Russell | Taylor Fritz           |

## Mayor Progreso del año
El premio al mayor progreso del año es votado por los tenista de la ATP. El premio está destinado al tenista que haya tenido mayor progresión en el ranking al final de año en relación con el año anterior, que demuestra el aumento del nivel tenístico.
| Año  | Tenista            | Nacionalidad        |
| ---- | ------------------ | ------------------- |
| 1973 | Vijay Amritraj     | India               |
| 1974 | Guillermo Vilas    | Argentina           |
| 1975 | Vitas Gerulaitis   | Estados Unidos      |
| 1976 | Wojciech Fibak     | Polonia             |
| 1977 | Brian Gottfried    | Estados Unidos      |
| 1978 | John McEnroe       | Estados Unidos      |
| 1979 | Víctor Pecci       | Paraguay            |
| 1980 | no otorgado        | no otorgado         |
| 1981 | Ivan Lendl         | Checoslovaquia      |
| 1982 | Peter McNamara     | Australia           |
| 1983 | Jimmy Arias        | Estados Unidos      |
| 1984 | no otorgado        | no otorgado         |
| 1985 | Boris Becker       | Alemania Occidental |
| 1986 | Mikael Pernfors    | Suecia              |
| 1987 | Peter Lundgren     | Suecia              |
| 1988 | Andre Agassi       | Estados Unidos      |
| 1989 | Michael Chang      | Estados Unidos      |
| 1990 | Pete Sampras       | Estados Unidos      |
| 1991 | Jim Courier        | Estados Unidos      |
| 1992 | Henrik Holm        | Suecia              |
| 1993 | Todd Martin        | Estados Unidos      |
| 1994 | Yevgeny Kafelnikov | Rusia               |
| 1995 | Thomas Enqvist     | Suecia              |
| 1996 | Tim Henman         | Reino Unido         |
| 1997 | Patrick Rafter     | Australia           |
| 1998 | Andre Agassi (2)   | Estados Unidos      |
| 1999 | Nicolás Lapentti   | Ecuador             |

| Año  | Tenista                    | Nacionalidad   |
| ---- | -------------------------- | -------------- |
| 2000 | Marat Safin                | Rusia          |
| 2001 | Goran Ivanišević           | Croacia        |
| 2002 | Paradorn Srichaphan        | Tailandia      |
| 2003 | Rainer Schüttler           | Alemania       |
| 2004 | Joachim Johansson          | Suecia         |
| 2005 | Rafael Nadal               | España         |
| 2006 | Novak Djokovic             | Serbia         |
| 2007 | Novak Djokovic (2)         | Serbia         |
| 2008 | Jo-Wilfried Tsonga         | Francia        |
| 2009 | John Isner                 | Estados Unidos |
| 2010 | Andrey Golubev             | Kazajistán     |
| 2011 | Alex Bogomolov, Jr.        | Estados Unidos |
| 2012 | Marinko Matosevic          | Australia      |
| 2013 | Pablo Carreño              | España         |
| 2014 | Roberto Bautista           | España         |
| 2015 | Hyeon Chung                | Corea del Sur  |
| 2016 | Lucas Pouille              | Francia        |
| 2017 | Denis Shapovalov           | Canadá         |
| 2018 | Stefanos Tsitsipas         | Grecia         |
| 2019 | Matteo Berrettini          | Italia         |
| 2020 | Andrey Rublev              | Rusia          |
| 2021 | Aslán Karatsev             | Rusia          |
| 2022 | Carlos Alcaraz             | España         |
| 2023 | Jannik Sinner              | Italia         |
| 2024 | Giovanni Mpetshi Perricard | Francia        |

## Irrupción del año
Este premio es votado por los jugadores ATP entre los nominados. Es para el jugador de la próxima generación (jugador de 21 años o menos) que ingresa en el Top 100 por primera vez y tiene mayor impacto en el ATP Tour durante la temporada. De 2013 a 2017, este premio fue llamado ATP Estrella de la Mañana, y se le otorgaba al jugador más joven que terminaba el año en el Top 100 de la ATP Singles Rankings. Si dos o más jugadores compartían el año de nacimiento, el jugador mejor clasificado ganaba el premio.
| Año                    | Jugador                | Nacionalidad           |
| ↓ Revelación del Año ↓ | ↓ Revelación del Año ↓ | ↓ Revelación del Año ↓ |
| ---------------------- | ---------------------- | ---------------------- |
| 1990                   | Fabrice Santoro        | Francia                |
| 1991                   | Byron Black            | Zimbabue               |
| 1992                   | Andrei Medvedev        | Ucrania                |
| 1993                   | Patrick Rafter         | Australia              |
| 1994                   | Albert Costa           | España                 |
| 1995                   | Mark Philippoussis     | Australia              |
| 1996                   | Dominik Hrbatý         | Eslovaquia             |
| 1997                   | Julián Alonso          | España                 |
| 1998                   | Marat Safin            | Rusia                  |
| 1999                   | Juan Carlos Ferrero    | España                 |
| 2000                   | Olivier Rochus         | Bélgica                |
| 2001                   | Andy Roddick           | Estados Unidos         |
| 2002                   | Paul-Henri Mathieu     | Francia                |
| 2003                   | Rafael Nadal           | España                 |
| 2004                   | Florian Mayer          | Alemania               |
| 2005                   | Gaël Monfils           | Francia                |
| 2006                   | Benjamin Becker        | Alemania               |
| 2007                   | Jo-Wilfried Tsonga     | Francia                |
| 2008                   | Kei Nishikori          | Japón                  |
| 2009                   | Horacio Zeballos       | Argentina              |
| 2010                   | Tobias Kamke           | Alemania               |
| 2011                   | Milos Raonic           | Canadá                 |
| 2012                   | Martin Kližan          | Eslovaquia             |

| Año                         | Jugador                     | Nacionalidad                |
| ↓ ATP Estrella del Mañana ↓ | ↓ ATP Estrella del Mañana ↓ | ↓ ATP Estrella del Mañana ↓ |
| --------------------------- | --------------------------- | --------------------------- |
| 2013                        | Jiří Veselý                 | República Checa             |
| 2014                        | Borna Ćorić                 | Croacia                     |
| 2015                        | Alexander Zverev            | Alemania                    |
| 2016                        | Taylor Fritz                | Estados Unidos              |
| 2017                        | Denis Shapovalov            | Canadá                      |
| ↓ Irrupción del año ↓       |                             |                             |
| 2018                        | Álex de Miñaur              | Australia                   |
| 2019                        | Jannik Sinner               | Italia                      |
| 2020                        | Carlos Alcaraz              | España                      |
| 2021                        | Jenson Brooksby             | Estados Unidos              |
| 2022                        | Holger Rune                 | Dinamarca                   |
| 2023                        | Arthur Fils                 | Francia                     |
| 2024                        | Jakub Mensik                | República Checa             |

## Regreso del Año
| Año  | Tenista            | Nacionalidad   |
| ---- | ------------------ | -------------- |
| 1979 | Arthur Ashe        | Estados Unidos |
| 1980 | no otorgado        | no otorgado    |
| 1981 | Bob Lutz           | Estados Unidos |
| 1982 | Jeff Borowiak      | Estados Unidos |
| 1983 | Butch Walts        | Estados Unidos |
| 1984 | no otorgado        | no otorgado    |
| 1985 | no otorgado        | no otorgado    |
| 1986 | no otorgado        | no otorgado    |
| 1987 | no otorgado        | no otorgado    |
| 1988 | no otorgado        | no otorgado    |
| 1989 | Goran Prpić        | Yugoslavia     |
| 1990 | Thomas Muster      | Austria        |
| 1991 | Jimmy Connors      | Estados Unidos |
| 1992 | Henri Leconte      | Francia        |
| 1993 | Mikael Pernfors    | Suecia         |
| 1994 | Guy Forget         | Francia        |
| 1995 | Derrick Rostagno   | Estados Unidos |
| 1996 | Stephane Simian    | Francia        |
| 1997 | Sergi Bruguera     | España         |
| 1998 | Younes El Aynaoui  | Marruecos      |
| 1999 | Chris Woodruff     | Estados Unidos |
| 2000 | Sergi Bruguera (2) | España         |

| Año  | Tenista                   | Nacionalidad   |
| ---- | ------------------------- | -------------- |
| 2001 | Guillermo Cañas           | Argentina      |
| 2002 | Richard Krajicek          | Países Bajos   |
| 2003 | Mark Philippoussis        | Australia      |
| 2004 | Tommy Haas                | Alemania       |
| 2005 | James Blake               | Estados Unidos |
| 2006 | Mardy Fish                | Estados Unidos |
| 2007 | Igor Andreev              | Rusia          |
| 2008 | Rainer Schüttler          | Alemania       |
| 2009 | Marco Chiudinelli         | Suiza          |
| 2010 | Robin Haase               | Países Bajos   |
| 2011 | Juan Martín del Potro     | Argentina      |
| 2012 | Tommy Haas (2)            | Alemania       |
| 2013 | Rafael Nadal              | España         |
| 2014 | David Goffin              | Bélgica        |
| 2015 | Benoît Paire              | Francia        |
| 2016 | Juan Martín del Potro (2) | Argentina      |
| 2017 | Roger Federer             | Suiza          |
| 2018 | Novak Djokovic            | Serbia         |
| 2019 | Andy Murray               | Reino Unido    |
| 2020 | Vasek Pospisil            | Canadá         |
| 2021 | Mackenzie McDonald        | Estados Unidos |
| 2022 | Borna Ćorić               | Croacia        |

| Año  | Tenista            | Nacionalidad |
| ---- | ------------------ | ------------ |
| 2023 | Jan-Lennard Struff | Alemania     |
| 2024 | Matteo Berrettini  | Italia       |

## Favorito ATPTour.com Fans
El premio Favorito ATPTour.com Fans es votado en línea por los fanáticos del tenis de los mejores 25 jugadores individuales en el rankings de carrera del año a partir que se actualice la clasificación después de que concluya el US Open.
| Año  | Jugador            | Nacionaidad |
| ---- | ------------------ | ----------- |
| 2000 | Gustavo Kuerten    | Brasil      |
| 2001 | Marat Safin        | Rusia       |
| 2002 | Marat Safin (2)    | Rusia       |
| 2003 | Roger Federer      | Suiza       |
| 2004 | Roger Federer (2)  | Suiza       |
| 2005 | Roger Federer (3)  | Suiza       |
| 2006 | Roger Federer (4)  | Suiza       |
| 2007 | Roger Federer (5)  | Suiza       |
| 2008 | Roger Federer (6)  | Suiza       |
| 2009 | Roger Federer (7)  | Suiza       |
| 2010 | Roger Federer (8)  | Suiza       |
| 2011 | Roger Federer (9)  | Suiza       |
| 2012 | Roger Federer (10) | Suiza       |
| 2013 | Roger Federer (11) | Suiza       |
| 2014 | Roger Federer (12) | Suiza       |
| 2015 | Roger Federer (13) | Suiza       |
| 2016 | Roger Federer (14) | Suiza       |
| 2017 | Roger Federer (15) | Suiza       |
| 2018 | Roger Federer (16) | Suiza       |
| 2019 | Roger Federer (17) | Suiza       |
| 2020 | Roger Federer (18) | Suiza       |
| 2021 | Roger Federer (19) | Suiza       |
| 2022 | Rafael Nadal       | España      |
| 2023 | Jannik Sinner      | Italia      |
| 2024 | Jannik Sinner (2)  | Italia      |

## Favorito ATPTour.com Fans Equipos
El premio Favorito ATPTour.com Fans Equipos es votado en línea por los fanáticos del tenis de los mejores 15 equipos de dobles en los rankings de carrera del año a partir que se actualice la clasificación después de que concluya el US Open.
| Año  | Jugadores                           |
| ---- | ----------------------------------- |
| 2005 | Bob Bryan Mike Bryan                |
| 2006 | Bob Bryan Mike Bryan (2)            |
| 2007 | Bob Bryan Mike Bryan (3)            |
| 2008 | Bob Bryan Mike Bryan (4)            |
| 2009 | Bob Bryan Mike Bryan (5)            |
| 2010 | Bob Bryan Mike Bryan (6)            |
| 2011 | Bob Bryan Mike Bryan (7)            |
| 2012 | Bob Bryan Mike Bryan (8)            |
| 2013 | Bob Bryan Mike Bryan (9)            |
| 2014 | Bob Bryan Mike Bryan (10)           |
| 2015 | Bob Bryan Mike Bryan (11)           |
| 2016 | Bob Bryan Mike Bryan (12)           |
| 2017 | Bob Bryan Mike Bryan (13)           |
| 2018 | Mike Bryan Jack Sock                |
| 2019 | Bob Bryan Mike Bryan (14)           |
| 2020 | Jamie Murray Neal Skupski           |
| 2021 | Pierre-Hugues Herbert Nicolas Mahut |
| 2022 | Thanasi Kokkinakis Nick Kyrgios     |
| 2023 | Karen Khachanov Andrey Rublev       |
| 2024 | Simone Bolelli Andrea Vavassori     |

## Stefan Edberg Sportsmanship Award
El Stefan Edberg Sportsmanship Award es único, ya que lo votan los propios jugadores de la ATP entre los nominados por la ATP. El premio es para el jugador que, a lo largo del año, se condujo al más alto nivel de profesionalismo e integridad, que compitió con sus compañeros de juego con el mayor espíritu de equidad y que promovió el juego a través de sus actividades fuera de la cancha.
| ↓ ATP Sportsmanship ↓ | ↓ ATP Sportsmanship ↓ |
| --------------------- | --------------------- |
| 1977                  | Arthur Ashe           |
| 1978                  | No se otorgó          |
| 1979                  | Stan Smith            |
| 1980                  | Jaime Fillol          |
| 1981                  | José Luis Clerc       |
| 1982                  | Steve Denton          |
| 1983                  | José Higueras         |
| 1984                  | Brian Gottfried       |
| 1985                  | Mats Wilander         |
| 1986                  | Yannick Noah          |
| 1987                  | Miloslav Mečíř        |
| 1988                  | Stefan Edberg         |
| 1989                  | Stefan Edberg (2)     |
| 1990                  | Stefan Edberg (3)     |
| 1991                  | John Fitzgerald       |
| 1992                  | Stefan Edberg (4)     |
| 1993                  | Todd Martin           |
| 1994                  | Todd Martin (2)       |
| 1995                  | Stefan Edberg (5)     |

| ↓ Stefan Edberg Sportsmanship ↓ | ↓ Stefan Edberg Sportsmanship ↓ |
| ------------------------------- | ------------------------------- |
| 1996                            | Àlex Corretja                   |
| 1997                            | Pat Rafter                      |
| 1998                            | Àlex Corretja (2)               |
| 1999                            | Pat Rafter (2)                  |
| 2000                            | Pat Rafter (3)                  |
| 2001                            | Pat Rafter (4)                  |
| 2002                            | Paradorn Srichaphan             |
| 2003                            | Paradorn Srichaphan (2)         |
| 2004                            | Roger Federer                   |
| 2005                            | Roger Federer (2)               |
| 2006                            | Roger Federer (3)               |
| 2007                            | Roger Federer (4)               |
| 2008                            | Roger Federer (5)               |
| 2009                            | Roger Federer (6)               |
| 2010                            | Rafael Nadal                    |
| 2011                            | Roger Federer (7)               |
| 2012                            | Roger Federer (8)               |
| 2013                            | Roger Federer (9)               |
| 2014                            | Roger Federer (10)              |
| 2015                            | Roger Federer (11)              |
| 2016                            | Roger Federer (12)              |
| 2017                            | Roger Federer (13)              |
| 2018                            | Rafael Nadal (2)                |
| 2019                            | Rafael Nadal (3)                |
| 2020                            | Rafael Nadal (4)                |
| 2021                            | Rafael Nadal (5)                |
| 2022                            | Casper Ruud                     |
| 2023                            | Carlos Alcaraz                  |
| 2024                            | Grigor Dimitrov                 |

## Arthur Ashe Humanitarian & Ron Bookman Media Excellence awards
The Arthur Ashe Humanitarian award - Este premio es otorgado por la ATP a una persona, no necesariamente un jugador de la ATP, que haya realizado contribuciones humanitarias sobresalientes.

The Ron Bookman Media Excellence award - Este premio es entregado por la ATP a los periodistas que han hecho "contribuciones significativas al juego del tenis".
| Arthur Ashe Humanitarian Ganadores | Arthur Ashe Humanitarian Ganadores     |
| ---------------------------------- | -------------------------------------- |
| 1983                               | John McEnroe                           |
| 1984                               | Alan King                              |
| 1985                               | Stan Smith Margie Smith                |
| 1986                               | Kay McEnroe                            |
| 1987                               | Rob Finkelstein                        |
| 1988                               | No se otorgó                           |
| 1989                               | No se otorgó                           |
| 1990                               | Marie-Claire Noah                      |
| 1991                               | John O'Shea                            |
| 1992                               | Arthur Ashe                            |
| 1993                               | Orville Brown                          |
| 1994                               | Paul McNamee                           |
| 1995                               | Andre Agassi                           |
| 1996                               | Paul Flory                             |
| 1997                               | Nelson Mandela                         |
| 1998                               | Patrick Rafter                         |
| 1999                               | Mac Winker                             |
| 2000                               | Richard Krajicek                       |
| 2001                               | Andre Agassi (2)                       |
| 2002                               | Amir Hadad Aisam-ul-Haq Qureshi        |
| 2003                               | Gustavo Kuerten                        |
| 2004                               | Andy Roddick                           |
| 2005                               | Carlos Moyà                            |
| 2006                               | Roger Federer                          |
| 2007                               | Ivan Ljubičić                          |
| 2008                               | James Blake                            |
| 2009                               | MaliVai Washington                     |
| 2010                               | Rohan Bopanna Aisam-ul-Haq Qureshi (2) |
| 2011                               | Rafael Nadal                           |
| 2012                               | Novak Djokovic                         |
| 2013                               | Roger Federer (2)                      |
| 2014                               | Andy Murray                            |
| 2015                               | Bob Bryan Mike Bryan                   |
| 2016                               | Marin Čilić                            |
| 2017                               | Horia Tecău                            |
| 2018                               | Tommy Robredo                          |
| 2019                               | Kevin Anderson                         |
| 2020                               | Frances Tiafoe                         |
| 2021                               | Marcus Daniell                         |
| 2022                               | Andy Murray (2)                        |
| 2023                               | Félix Auger-Aliassime                  |
| 2024                               | Dominic Thiem                          |

| Ron Bookman Media Excellence Ganadores | Ron Bookman Media Excellence Ganadores |
| -------------------------------------- | -------------------------------------- |
| 1984                                   | Russ Adams                             |
| 1985                                   | Robert Briner                          |
| 1986                                   | Richard Evans                          |
| 1987                                   | No se otorgó                           |
| 1988                                   | No se otorgó                           |
| 1989                                   | No se otorgó                           |
| 1990                                   | Philippe Bouin                         |
| 1991                                   | Russ Adams (2)                         |
| 1992                                   | Dan Maskell                            |
| 1993                                   | Rino Tommasi                           |
| 1994                                   | European Tennis Press                  |
| 1995                                   | Gianni Ciaccia                         |
| 1996                                   | Brett Haber                            |
| 1997                                   | John Anthony Parsons                   |
| 1998                                   | Gerd Szepanski                         |
| 1999                                   | L'Équipe                               |
| 2000                                   | Iain Carter                            |
| 2001                                   | Christopher Clarey                     |
| 2002                                   | Pedro Hernández                        |
| 2003                                   | John Anthony Parsons (2)               |
| 2004                                   | Tennis Channel                         |
| 2005                                   | Neil Harman                            |
| 2006                                   | John Barrett                           |
| 2007                                   | Bud Collins                            |
| 2008                                   | Alan Trengove                          |
| 2009                                   | Vincenzo Martucci                      |
| 2010                                   | L'Équipe (2)                           |
| 2011                                   | Juan José Mateo                        |
| 2012                                   | Paul Newman                            |
| 2013                                   | Bendou Zhang                           |
| 2014                                   | Douglas Robson                         |
| 2015                                   | Linda Pearce                           |
| 2016                                   | Mike Dickson                           |
| 2017                                   | Guillermo Salatino                     |
| 2018                                   | Sue Barker                             |
| 2019                                   | Courtney Walsh                         |
| 2020                                   | Kevin Mitchell                         |
| 2021                                   | Prajwal Hegde                          |
| 2022                                   | Sebastián Torok                        |
| 2023                                   | L'Équipe (3)                           |
| 2024                                   | Joan Solsona                           |

## Torneo del año
Los premios del Torneo del Año son votados por los jugadores ATP para las diferentes categorías: ATP Tour Masters 1000, ATP Tour 500 y ATP Tour 250. Los premios van al torneo en su categoría que operó al más alto nivel de profesionalismo e integridad y que brindó las mejores condiciones y ambiente para los jugadores participantes.
| 1986 | No se disputaban los Masters                  | Cincinnati                                    | Stuttgart                                     |                                               |                                               |                                               |                                               |                                               |                                               |                                               |                                               |                                               |                                               |                                               |                                               |
| 1987 | No se disputaban los Masters                  | Vermont                                       | Stuttgart                                     |                                               |                                               |                                               |                                               |                                               |                                               |                                               |                                               |                                               |                                               |                                               |                                               |
| 1988 | No se disputaban los Masters                  | Indianápolis                                  | Stuttgart                                     |                                               |                                               |                                               |                                               |                                               |                                               |                                               |                                               |                                               |                                               |                                               |                                               |
| 1989 | No se disputaban los Masters                  | Indianápolis                                  | Stuttgart                                     |                                               |                                               |                                               |                                               |                                               |                                               |                                               |                                               |                                               |                                               |                                               |                                               |
| 1990 | No se disputaban los Masters                  | Indianápolis                                  | Memphis                                       |                                               |                                               |                                               |                                               |                                               |                                               |                                               |                                               |                                               |                                               |                                               |                                               |
| 1991 | No se disputaban los Masters                  | Indianápolis                                  | Gstaad                                        |                                               |                                               |                                               |                                               |                                               |                                               |                                               |                                               |                                               |                                               |                                               |                                               |
| 1992 | No se disputaban los Masters                  | Indianápolis                                  | Scottsdale                                    |                                               |                                               |                                               |                                               |                                               |                                               |                                               |                                               |                                               |                                               |                                               |                                               |
| 1993 | No se disputaban los Masters                  | Indianápolis                                  | Scottsdale                                    |                                               |                                               |                                               |                                               |                                               |                                               |                                               |                                               |                                               |                                               |                                               |                                               |
| 1994 | No se disputaban los Masters                  | Indianápolis                                  | Sun City                                      |                                               |                                               |                                               |                                               |                                               |                                               |                                               |                                               |                                               |                                               |                                               |                                               |
| 1995 | No se disputaban los Masters                  | Indianápolis                                  | Tel Aviv                                      |                                               |                                               |                                               |                                               |                                               |                                               |                                               |                                               |                                               |                                               |                                               |                                               |
| 1996 | No se disputaban los Masters                  | Indianápolis                                  | Gstaad                                        |                                               |                                               |                                               |                                               |                                               |                                               |                                               |                                               |                                               |                                               |                                               |                                               |
| 1997 | No se disputaban los Masters                  | Indianápolis                                  | Kitzbühel                                     |                                               |                                               |                                               |                                               |                                               |                                               |                                               |                                               |                                               |                                               |                                               |                                               |
| 1998 | No se disputaban los Masters                  | Miami                                         | Dubái                                         |                                               |                                               |                                               |                                               |                                               |                                               |                                               |                                               |                                               |                                               |                                               |                                               |
| 1999 | No se disputaban los Masters                  | Miami                                         | Lyon & Scottsdale                             |                                               |                                               |                                               |                                               |                                               |                                               |                                               |                                               |                                               |                                               |                                               |                                               |
| 2000 | No se disputaban los Masters                  | Miami                                         | Halle                                         |                                               |                                               |                                               |                                               |                                               |                                               |                                               |                                               |                                               |                                               |                                               |                                               |
| 2001 | Monte Carlo                                   | Indianapolis                                  | Shanghái                                      |                                               |                                               |                                               |                                               |                                               |                                               |                                               |                                               |                                               |                                               |                                               |                                               |
| 2002 | Miami                                         | Kitzbühel                                     | Bastad                                        |                                               |                                               |                                               |                                               |                                               |                                               |                                               |                                               |                                               |                                               |                                               |                                               |
| 2003 | Miami                                         | Dubái                                         | Houston & Bastad                              |                                               |                                               |                                               |                                               |                                               |                                               |                                               |                                               |                                               |                                               |                                               |                                               |
| 2004 | Miami                                         | Dubái                                         | Houston & Bastad                              |                                               |                                               |                                               |                                               |                                               |                                               |                                               |                                               |                                               |                                               |                                               |                                               |
| 2005 | Miami                                         | Dubái                                         | Bastad                                        |                                               |                                               |                                               |                                               |                                               |                                               |                                               |                                               |                                               |                                               |                                               |                                               |
| 2006 | Miami                                         | Dubái                                         | Bastad                                        |                                               |                                               |                                               |                                               |                                               |                                               |                                               |                                               |                                               |                                               |                                               |                                               |
| 2007 | Montecarlo                                    | Acapulco                                      | Bastad                                        |                                               |                                               |                                               |                                               |                                               |                                               |                                               |                                               |                                               |                                               |                                               |                                               |
| 2008 | Miami                                         | Dubái                                         | Bastad                                        |                                               |                                               |                                               |                                               |                                               |                                               |                                               |                                               |                                               |                                               |                                               |                                               |
| 2009 | Shanghai                                      | Dubái                                         | Bastad                                        |                                               |                                               |                                               |                                               |                                               |                                               |                                               |                                               |                                               |                                               |                                               |                                               |
| 2010 | Shanghái                                      | Dubái                                         | Bastad                                        |                                               |                                               |                                               |                                               |                                               |                                               |                                               |                                               |                                               |                                               |                                               |                                               |
| 2011 | Shanghái                                      | Dubái                                         | Bastad                                        |                                               |                                               |                                               |                                               |                                               |                                               |                                               |                                               |                                               |                                               |                                               |                                               |
| 2012 | Shanghai                                      | Dubái                                         | Båstad                                        |                                               |                                               |                                               |                                               |                                               |                                               |                                               |                                               |                                               |                                               |                                               |                                               |
| 2013 | Shanghai                                      | Dubái                                         | Queen's Club                                  |                                               |                                               |                                               |                                               |                                               |                                               |                                               |                                               |                                               |                                               |                                               |                                               |
| 2014 | Indian Wells                                  | Dubái                                         | Queen's Club                                  |                                               |                                               |                                               |                                               |                                               |                                               |                                               |                                               |                                               |                                               |                                               |                                               |
| 2015 | Indian Wells                                  | Queen's Club                                  | Doha & San Petersburgo                        |                                               |                                               |                                               |                                               |                                               |                                               |                                               |                                               |                                               |                                               |                                               |                                               |
| 2016 | Indian Wells                                  | Queen's Club                                  | Estocolmo & Winston-Salem                     |                                               |                                               |                                               |                                               |                                               |                                               |                                               |                                               |                                               |                                               |                                               |                                               |
| 2017 | Indian Wells                                  | Acapulco                                      | Doha                                          |                                               |                                               |                                               |                                               |                                               |                                               |                                               |                                               |                                               |                                               |                                               |                                               |
| 2018 | Indian Wells                                  | Queen's Club                                  | Estocolmo                                     |                                               |                                               |                                               |                                               |                                               |                                               |                                               |                                               |                                               |                                               |                                               |                                               |
| 2019 | Indian Wells                                  | Acapulco                                      | Doha                                          |                                               |                                               |                                               |                                               |                                               |                                               |                                               |                                               |                                               |                                               |                                               |                                               |
| 2020 | No se otorgó debido a la pandemia de COVID-19 | No se otorgó debido a la pandemia de COVID-19 | No se otorgó debido a la pandemia de COVID-19 | No se otorgó debido a la pandemia de COVID-19 | No se otorgó debido a la pandemia de COVID-19 | No se otorgó debido a la pandemia de COVID-19 | No se otorgó debido a la pandemia de COVID-19 | No se otorgó debido a la pandemia de COVID-19 | No se otorgó debido a la pandemia de COVID-19 | No se otorgó debido a la pandemia de COVID-19 | No se otorgó debido a la pandemia de COVID-19 | No se otorgó debido a la pandemia de COVID-19 | No se otorgó debido a la pandemia de COVID-19 | No se otorgó debido a la pandemia de COVID-19 | No se otorgó debido a la pandemia de COVID-19 |
| 2021 | Indian Wells                                  | Viena                                         | Doha                                          |                                               |                                               |                                               |                                               |                                               |                                               |                                               |                                               |                                               |                                               |                                               |                                               |
| 2022 | Indian Wells                                  | Queen's Club                                  | Doha                                          |                                               |                                               |                                               |                                               |                                               |                                               |                                               |                                               |                                               |                                               |                                               |                                               |
| 2023 | Indian Wells                                  | Queen's Club                                  | Bastad                                        |                                               |                                               |                                               |                                               |                                               |                                               |                                               |                                               |                                               |                                               |                                               |                                               |
| 2024 | Indian Wells                                  | Queen's Club                                  | Doha                                          |                                               |                                               |                                               |                                               |                                               |                                               |                                               |                                               |                                               |                                               |                                               |                                               |